# Fantasy-Jahr 2007
Übersicht

◄◄ | ◄ | 2003 | 2004 | 2005 | 2006 | Fantasy-Jahr 2007 | 2008 | 2009 | 2010 | 2011 | ► | ►►

Weitere Ereignisse

## Ereignisse
- Aufnahme von Der Zauberer von Oz in das Weltdokumentenerbe als eines der herausragendsten Werke der Filmgeschichte
- 21. Fantasy Filmfest 24. Juli – 22. August für jeweils eine Woche in den Städten Hamburg, Berlin, Bochum, Köln, Frankfurt, Nürnberg, München und Stuttgart